# Río Portugués
Río Portugués  es un río en Ponce, Puerto Rico.